# Centralafrikanska republikens herrlandslag i fotboll
Centralafrikanska republikens fotbollslandslag representerar Centralafrikanska republiken i fotboll. 
Laget har en gång varit i final i den centralafrikanska samarbetsorganisationen CEMAC:s cup där även landslagen från Kamerun, Tchad, Kongo-Brazzaville, Ekvatorialguinea och Gabon tillhör. Laget förlorade finalen 2003 mot Kamerun.

## Afrikanska mästerskapet
Centralafrikanska republiken har aldrig kvalat in till afrikanska mästerskapet trots försök sedan 1988.

### 1988
I förkvalet blev det hemgång direkt för Centralafrikanska republiken ut efter 1-2 hemma och 1-5 republiken Kongo.

### 2002
Deras andra kval. Man åkte även denna gång ut i förkvalet efter sammanlagt 1-3 mot DR Kongo. Hemma blev det ändå en liten framgång då man fick 1-1 men borta förlorade man med 0-2.

### 2004
Även 2004 försökte Centralafrikanska republiken med kval. Man var i grupp 4 med Burkina Faso, Kongo-Brazzaville och Moçambique. Första matchen slutade med skräll efter 1-1 hemma mot Moçambique. Även mot Kongo tog man en pinne efter 0-0 hemma. Ändå slutade man sist i gruppen med två poäng.

### 2006
Centralafrikanska republiken gjorde walkover mot Burkina Faso i förkvalet.

### 2012
Detta kval mötte man Marocko, Algeriet och Tanzania. Man gick inte vidare men vann med 2-0 mot Algeriet och 2-1 mot Tanzania.